# Jean-Claude Bouquet

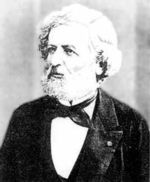
Jean-Claude Bouquet

Jean-Claude Bouquet (n. 7 septembrie 1819 la Morteau - d. 9 septembrie 1885 la Paris) a fost un matematician francez, cunoscut pentru studiile, în colaborare cu Charles Briot, în domeniul funcțiilor dublu-periodice.
A studiat la Școala Normală din Paris, iar în 1843 și-a luat doctoratul în matematică.
A lucrat ca profesor la mai multe licee, iar în anul 1870 a fost numit la Sorbona, la Catedra de Mecanică Experimentală, apoi la Catedra de Analiză Diferențială (1874 - 1884), în locul lui Joseph Serret.
În 1875 devine membru al Academiei Franceze de Științe.

## Scrieri
- 1859: Théorie des fonctions doublement périodiques
- 1875: Théorie des fonctions elliptiques.